# Пишалембита (Сијена)
Пишалембита је насеље у Италији у округу Сијена, региону Тоскана.
Према процени из 2011. у насељу је живело 24 становника. Насеље се налази на надморској висини од 277 м.